# Tyrone Corbin
Tyrone Kennedy Corbin (Columbia, 31 dicembre 1962) è un ex cestista e allenatore di pallacanestro statunitense, professionista nella NBA.

## Carriera

### Giocatore
Dopo aver giocato a livello liceale per la A.C. Flora High School di Columbia, Carolina del Sud è passato alla DePaul University, con cui ha giocato in NCAA dal 1981 al 1985.
Finita la carriera NCAA è stato scelto nel draft NBA 1985 al secondo giro con il numero 11 dai San Antonio Spurs.
Detiene un record personale di ben 415 partite consecutive giocate nella NBA. Ha giocato 16 stagioni nella massima lega professionistica americana, militando in 9 squadre diverse e totalizzando 9,2 punti di media, ed un massimo stagionale di 18 punti a partita nella stagione 1990-91 quando militava nei Minnesota Timberwolves.

### Allenatore
Dall'11 febbraio 2011, dopo quasi sette anni da vice allenatore, prende le redini di capo allenatore degli Utah Jazz, succedendo a Jerry Sloan. Lascia la squadra al termine della stagione 2013-2014 con un record complessivo di 112 vittorie e 146 sconfitte sulla panchina dei Jazz; l'8 luglio 2014 ha firmato un contratto come assistente di Michael Malone nei Sacramento Kings. Lascia la squadra il 12 febbraio 2015 con un bilancio personale di 7 vittorie e 21 sconfitte. Viene sostituito in panchina da George Karl e rimane ai Kings come consulente per il resto della stagione.